# Camixaima beraba
Camixaima beraba är en skalbaggsart som beskrevs av Martins och Maria Helena M. Galileo 1996. Camixaima beraba ingår i släktet Camixaima och familjen långhorningar. Inga underarter finns listade i Catalogue of Life.